# Villaralbo
Villaralbo – gmina w Hiszpanii, w prowincji Zamora, w Kastylii i León, o powierzchni 22,05 km². W 2011 roku gmina liczyła 1904 mieszkańców.